# Disk z Faistu

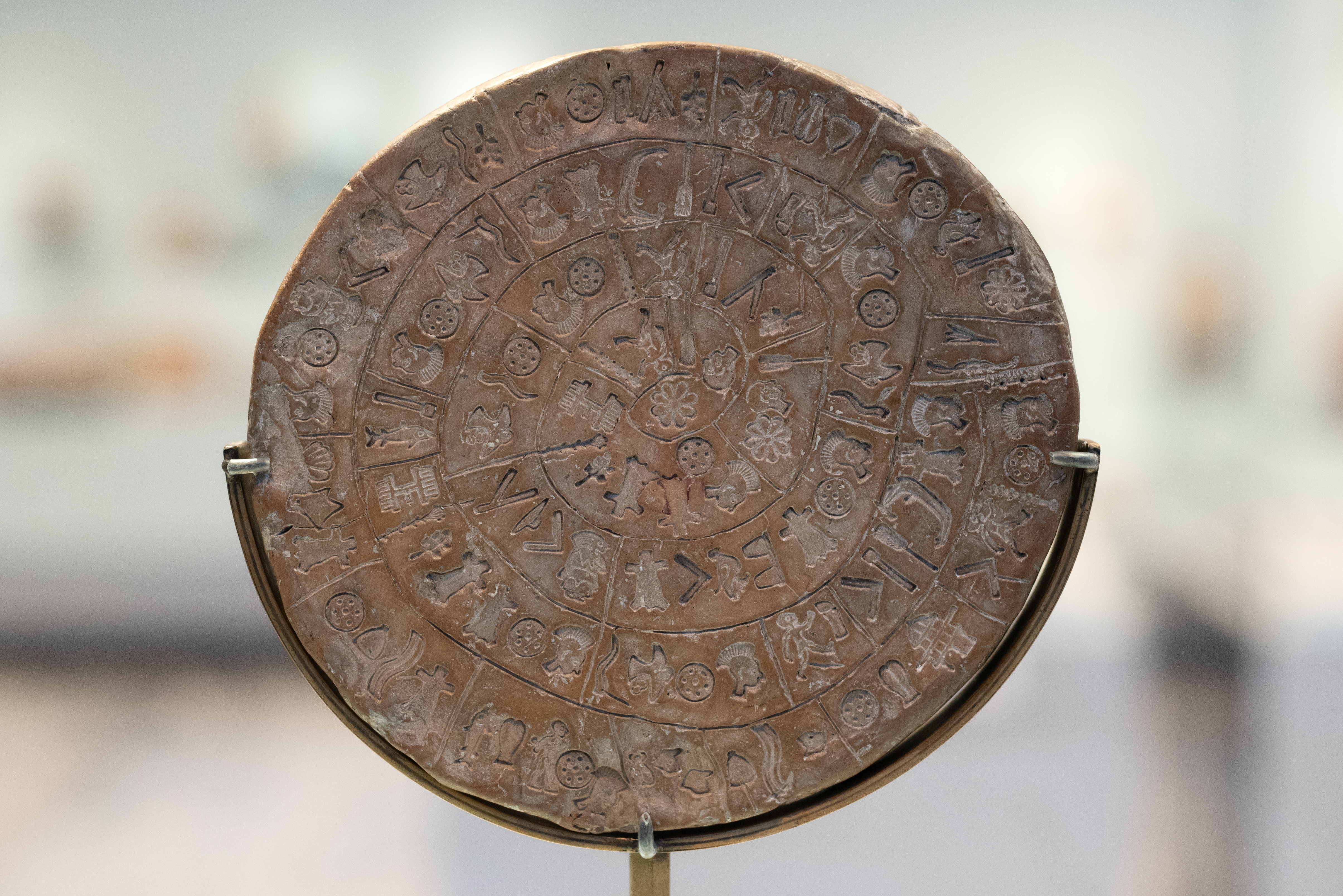
Strana A

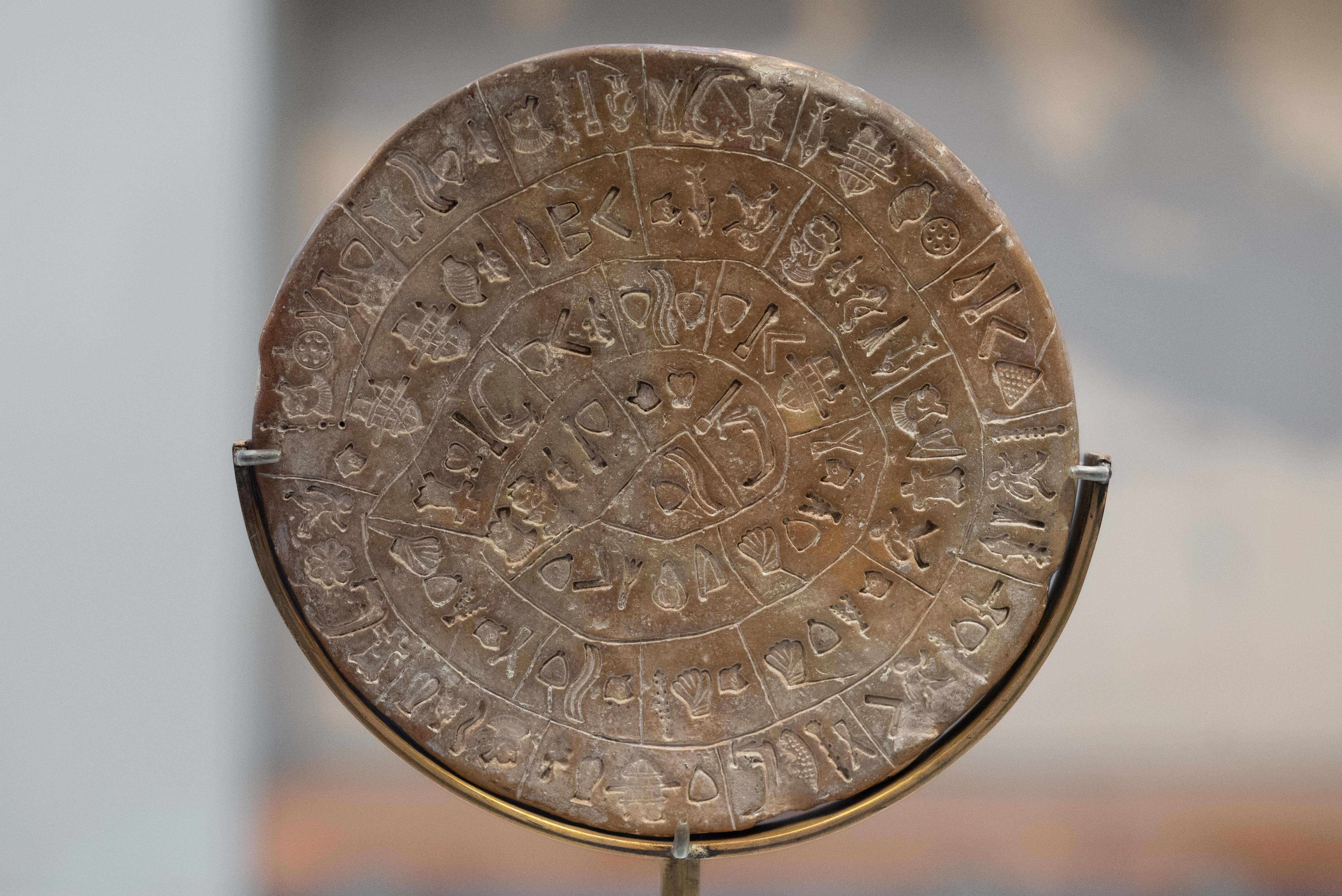
Strana B

Disk z Faistu je disk z pálené hlíny pocházející z mínojského paláce ve Faistu na Krétě. Je datován přibližně do střední nebo pozdní mínojské doby bronzové (2. tisíciletí př. n. l.). Má průměr kolem 15 cm a po obou stranách je pokryt do spirály otisknutými znaky. Jeho účel a význam i původní místo jeho výroby nejsou známé. Jedná se však o jedinečný archeologický nález. Dnes je vystaven v archeologickém muzeu v Irakliu na Krétě.
Tento disk byl objeven v roce 1908 italským archeologem Luigim Pernierem v paláci ve Faistu na jižním pobřeží Kréty. Je na něm otištěno celkem 241 značek tvořených 45 jedinečnými symboly, které Arthur Evans očísloval 1–45. Některé z nich byly srovnány se znaky lineárního písma A. Tyto značky byly zřejmě otisknuty pomocí předem vytvořených hieroglyfických pečetítek do měkké hlíny ve spirálové sekvenci ve směru hodinových ručiček směrem do středu disku.
Disk z Faistu se stal středem zájmu mnoha amatérských a profesionálních archeologů a bylo podniknuto mnoho pokusů o dešifrování významu otištěných značek. Přestože není jisté, zda se skutečně jedná o písmo, většina pokusů o dešifrování předpokládala, že ano. Badatelé snažící se o rozluštění se nejčastěji domnívali, že tyto značky představují slabiky, abecedu nebo logogramy. Obecně se předpokládá, že jejich pokusy o dešifrování nemají šanci na úspěch, dokud nedojde k objevu dalších nálezů s těmito značkami. Rovněž mezi odborníky panuje shoda, že případný text na disku neposkytuje dostatek kontextu pro analýzu, která by vedla k rozluštění jeho významu.
Ačkoli je tento disk obecně archeology považován za skutečný historický předmět, vyskytly se také názory, že se jedná o podvrh nebo mystifikaci.

## Znaky na disku
| (A1)  | (A2)  | (A3)  | (A4)  |
| (A5)  | (A6)  | (A7)  | (A8)  |
| (A9)  | (A10) | (A11) | (A12) |
| (A13) | (A14) | (A15) | (A16) |
| (A17) | (A18) | (A19) | (A20) |
| (A21) | (A22) | (A23) | (A24) |
| (A25) | (A26) | (A27) | (A28) |
| (A29) | (A30) | (A31) |       |
| (B1)  | (B2)  | (B3)  | (B4)  |
| (B5)  | (B6)  | (B7)  | (B8)  |
| (B9)  | (B10) | (B11) | (B12) |
| (B13) | (B14) | (B15) | (B16) |
| (B17) | (B18) | (B19) | (B20) |
| (B21) | (B22) | (B23) | (B24) |
| (B25) | (B26) | (B27) | (B28) |
| (B29) | (B30) |       |       |